# Poklad z Villeny

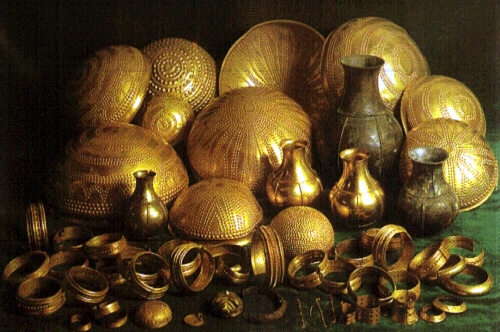
Poklad z Villeny

Poklad z Villeny (španělsky Tesoro de Villena) je archeologický nález pocházející z doby bronzové. Byl objeven ve španělském Valencijském společenství a je uložen v muzeu ve městě Villena. Obsahuje 59 předmětů zhotovených starověkými umělci ze zlata, stříbra, železa a jantaru. Celková hmotnost pokladu je téměř 10 kg, z toho přes devadesát procent připadá na zlato o ryzosti 23,5 karátů. Stal se tak druhým největším evropským pokladem po depotu nalezeném v královských hrobkách v Mykénách. Železo je v něm zastoupeno minimálně, protože v té době bylo vzácnější než zlato. Na základě hmotnostní spektrometrie bylo zjištěno, že železo z Villeny je částečně meteoritického původu.
K objevu pokladu došlo v roce 1963. V říjnu tohoto roku narazili zedníci na staveništi ve Villeně mezi štěrkem na kus neznámého kovu. O nálezu se dozvěděl místní klenotník, identifikoval ho jako starověký šperk a informoval archeologa José Maríu Solera Garcíu. Ten začal prohledávat okolí města a 1. prosince 1963 se mu podařilo v rokli nedaleko vesnice Benejama vyzvednout objemnou nádobu obsahující 28 zlatých náramků, 11 zlatých džbánů, dvě zlaté mísy a další předměty. O vánocích 1963 byl poklad představen místní veřejnosti, následovaly výstavy v Madridu, Alicante a Tokiu. V roce 2005 byla sbírka prohlášena španělským kulturním dědictvím.
Původ pokladu byl datován do druhé poloviny 2. tisíciletí př. n. l. S největší pravděpodobností pochází z období argarské kultury a souvisí s objevem pozůstatků starověkého sídliště v nedaleké lokalitě Cabezo Redondo. 